# Lill-Långtjärnen (Sundsjö socken, Jämtland)
Lill-Långtjärnen är en sjö i Bräcke kommun i Jämtland och ingår i Ljungans huvudavrinningsområde.